# بتا تیر
بتا تیر یک ستاره است که در صورت فلکی پیکان قرار دارد.